# Lunga (isola)
L'isola di Lunga è la maggiore delle isole Treshnish, situate in Argyll e Bute, in Scozia.

## Storia
Di origine vulcanica, Lunga è stata descritta come "un gioiello verde in un mare color pavone". Popolata fino al XIX secolo, Lunga presenta ancora i resti delle black houses, le abitazioni tradizionali delle Highlands. A nord-est dell'isola sorgono i resti del villaggio in rovina, che fu abbandonato nel 1857.

## Fauna e flora

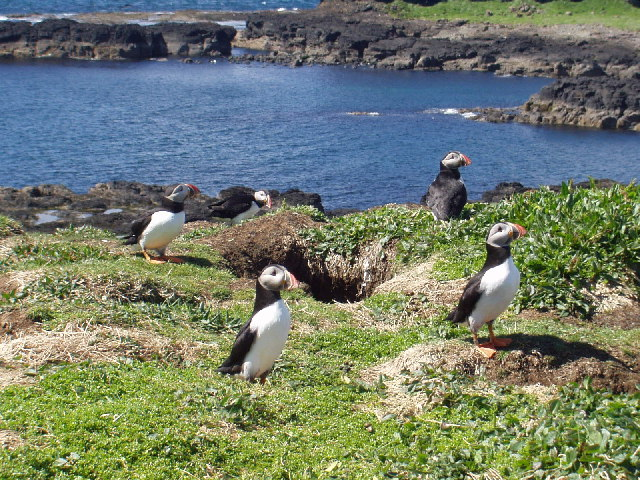
Pulcinelle di mare su Lunga.

Lunga è designata come Sito di Interesse Scientifico Speciale a causa della sua abbondante flora. Molte piante rare e in pericolo sono native dell'isola; la flora comprende primule, ginestrino, orchidee, giaggioli, cinquefoglie e acanto. Le foche grigie abitano le acque circostanti l'isola, mentre la fauna avicola comprende procellarie e berte. Gabbiani, alche, pulcinelle e gazze marine si riproducono su Lunga e sulla Harp Rock, uno scoglio marino separato da uno stretto budello. Ogni inverno si può osservare l'oca facciabianca.
In estate, le barche turistiche raggiungono Lunga da Ulva Ferry. La principale attrazione è costituita dalle migliaia di pulcinelle durante il periodo della riproduzione, che permettono ai visitatori di avvicinarle fino a pochi metri.